# Cmentarz Ofiar Gór w Małej Fatrze
Cmentarz Ofiar Gór w Małej Fatrze (słow. symbolický cintorín v Malej Fatre) – symboliczny cmentarz położony w Starej dolinie (odnoga Vrátnej doliny) w paśmie górskim Mała Fatra na Słowacji. Znajduje się w ośrodku turystycznym Vrátna, w pobliżu dolnej stacji  kolejki gondolowej Vrátna – Chleb.
Cmentarz wybudowała słowacka Horská služba. Został otwarty i poświęcony w 25 lipca 1998 roku, jako czwarty tego typu na terenie Słowacji (pozostałe trzy są w Tatrach: pod Osterwą, w Dolinie Żarskiej i na polanie Zwierowka). W momencie otwarcia znajdowały się na nim 52 tabliczki upamiętniające ofiary gór z lat 1957–1997 oraz tablica poświęcona 14 mieszkańcom osady Štefanová, którzy w 1848 zginęli w wyniku powodzi. Od 1998 roku nowe tabliczki z nazwiskami (tylko tych osób, które są "bezpośrednimi ofiarami" Małej Fatry)  umieszczane są na drewnianych słupkach. 
W niewielkiej kapliczce znajduje się napis Mŕtvym na pamiatku, živým pre výstrahu (Martwym ku pamięci, żywym ku przestrodze). W dniu Wszystkich Świętych odprawiane jest tutaj nabożeństwo.
Na cmentarz prowadzi znakowana ścieżka spod Chaty Vrátna - dojście zajmuje 5-10 minut.